# Rudolf Mau
Rudolf Mau (* 13. März 1927 in Güstrow; † 16. Juli 2021 in Schwerin) war ein deutscher evangelischer Theologe und Kirchenhistoriker.

## Leben
Mau studierte ab 1948 Evangelische Theologie in Halle, Greifswald und Basel. 1954 wurde er Assistent von Rudolf Hermann an der Humboldt-Universität zu Berlin, wo er 1959 promoviert wurde (Der Begriff der Heilsnotwendigkeit „necessarium ad salutem“ und seine Begründung in der Scholastik im Vorblick auf Luther) und sich 1964 habilitierte. Eine Berufung an eine staatliche Universität konnte er nicht erreichen, da er 1961 die Unterschrift unter eine Erklärung zur Rechtfertigung der Berliner Mauer verweigert hatte. Stattdessen wurde er nach dem Vikariat 1965 Dozent für Kirchengeschichte am Sprachenkonvikt, einer kirchlichen Ausbildungsstätte in Ost-Berlin. 1991 wurde er als Professor an die Theologische Fakultät der Humboldt-Universität übernommen. 1992 wurde er emeritiert.
Mau trat zunächst vor allem als Lutherforscher hervor. Im Ruhestand arbeitete er in mehreren Büchern die Geschichte der evangelischen Kirchen in der DDR auf. 2014 wurde er dafür mit dem Horst-Dähn-Preis des Instituts für vergleichende Staat-Kirche-Forschung ausgezeichnet.

## Schriften (Auswahl)
- Der Gedanke der Heilsnotwendigkeit bei Luther (= Theologische Arbeiten. Band 26). Evangelische Verlagsanstalt, Berlin 1969, OCLC 463089692 (zugleich Habilitationsschrift, HU Berlin 1964).
- mit J. F. Gerhard Goeters (Hrsg.): Die Anfänge der Union unter landesherrlichem Kirchenregiment (1817–1850) (= Die Geschichte der Evangelischen Kirche der Union. Band 1). Evangelische Verlagsanstalt, Leipzig 1992, ISBN 3-374-01387-2.
- Eingebunden in den Realsozialismus? Die Evangelische Kirche als Problem der SED (= Sammlung Vandenhoeck). Vandenhoeck und Ruprecht, Göttingen 1994, ISBN 3-525-01616-6.
- Evangelische Bewegung und frühe Reformation (1521–1532) (= Kirchengeschichte in Einzeldarstellungen. 2 Spätes Mittelalter und Reformation. Band 5). Evangelische Verlagsanstalt, Leipzig 2000, ISBN 3-374-01795-9.
- Kirchengeschichte – eine Disziplin des Fragens nach der Wahrheit. In: Dietrich Meyer (Hrsg.): Kirchengeschichte als Autobiographie. Bd. 2 (= Schriftenreihe des Vereins für Rheinische Kirchengeschichte 154). Köln 2002, S. 171–225.
- Der Protestantismus im Osten Deutschlands (1945–1990) (= Kirchengeschichte in Einzeldarstellungen. 4. Neueste Kirchengeschichte . Band 3). Evangelische Verlagsanstalt, Leipzig 2005, ISBN 3-374-02319-3.